# Three Days (serie televisiva)
Three Days (쓰리 데이즈?, Sseuri DeijeuLR) è una serie televisiva azione-thriller sudcoreana. Il cast ha come protagonisti Park Yoo-chun, Son Hyun-joo, Park Ha-sun, Yoon Je-moon, So Yi-hyun, Jang Hyun-sung e Choi Won-young. La serie è andata in onda su SBS dal 5 marzo al 1º maggio 2014 il mercoledì e il giovedì alle 21:55 per 16 episodi.

## Trama
Il presidente della Corea del Sud va in vacanza in una villa privata. Nel cuore della notte, vengono sparati tre colpi di pistola e il presidente scompare. Le sue guardie del corpo, guidate dall'agente d'élite Han Tae-kyung, hanno tre giorni per trovare il presidente e scortarlo sano e salvo alla Casa Blu.